# Tangara carmin
Calochaetes coccineus
Genre
Espèce
Statut de conservation UICN

 LC  : Préoccupation mineure
Le Tangara carmin (Calochaetes coccineus) est une espèce de passereaux de la famille des Thraupidae. C'est la seule espèce du genre Calochaetes.
Il est parfois appelé Tangara cocciné ou improprement Tangara vermillon (nom normalisé de l'espèce Piranga rubra).

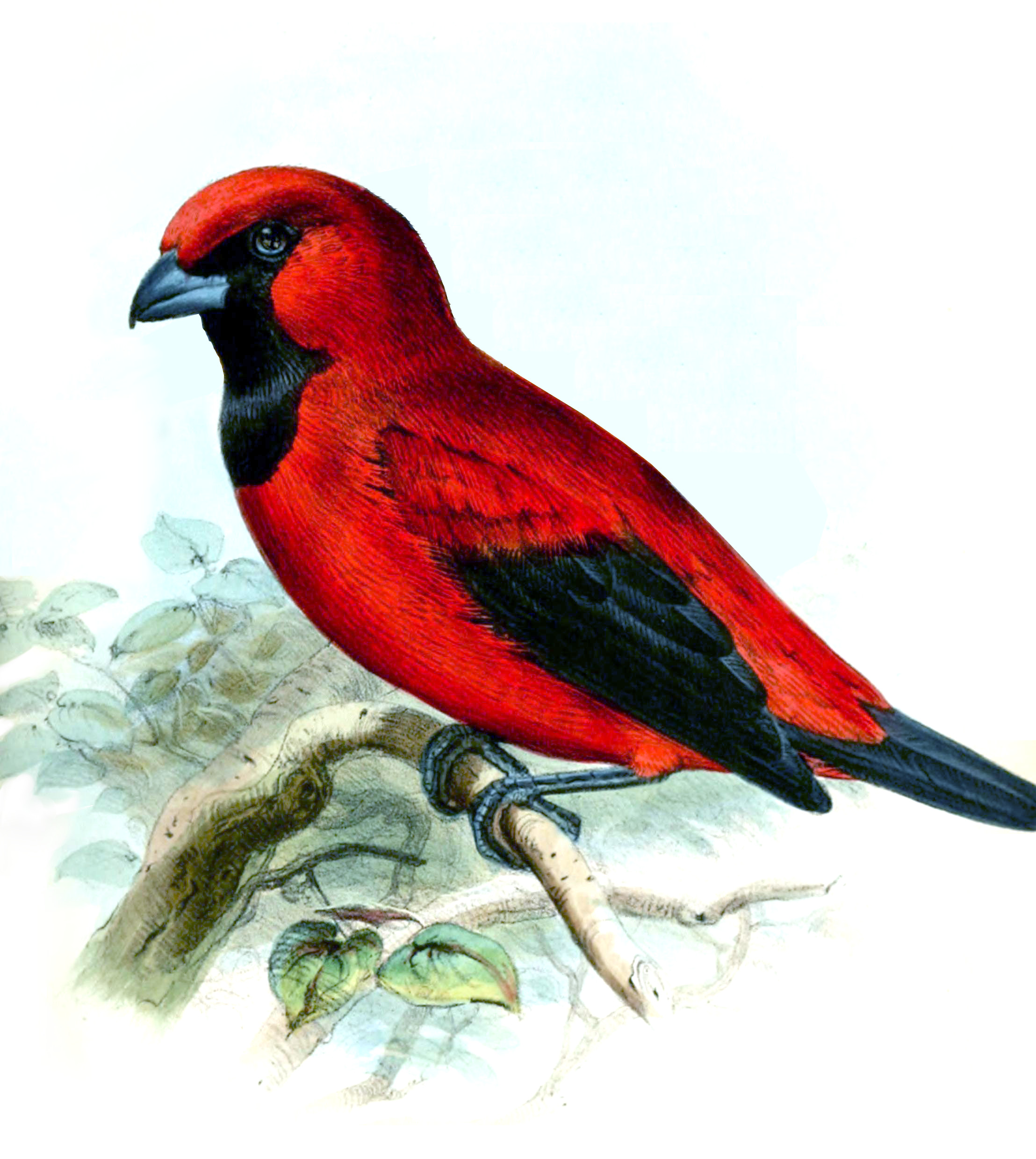

C'est une espèce monotypique (non subdivisée en sous-espèces).
Son aire s'étend du sud-ouest de la Colombie au centre du Pérou.